# Ostrogojsk

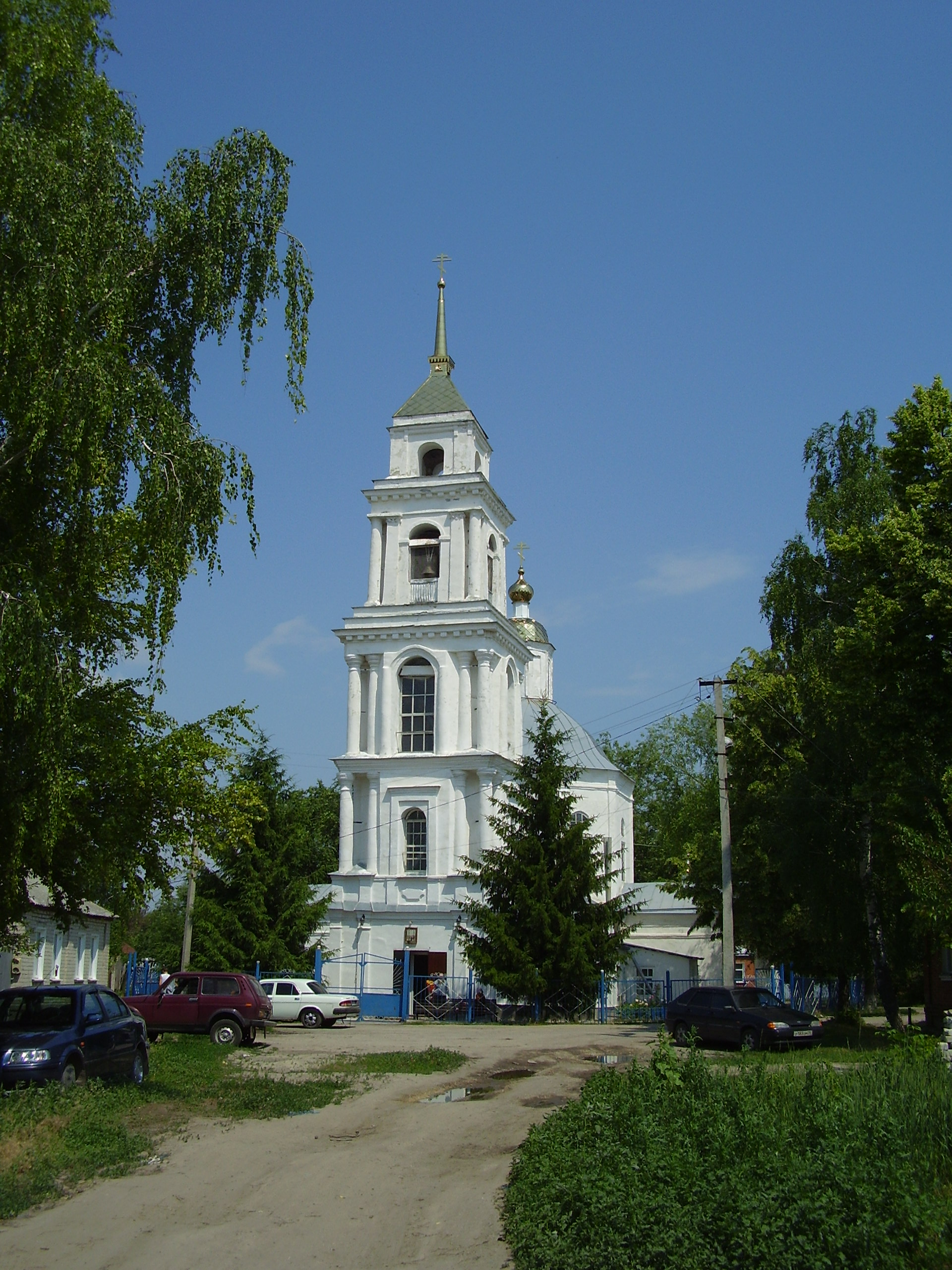

Ostrogojsk - Острогожск (rus) - és una ciutat de l'óblast de Vorónej, a Rússia.

## Història
La vila fou fundada el 1652 i aconseguí l'estatus de ciutat el 1765. Durant la Segona Guerra Mundial Ostrogojsk fou ocupada per la Wehrmacht del 5 juliol del 1942 al 20 de gener del 1943.